# Diócesis de Pamiers
La diócesis de Pamiers (en latín: Dioecesis Apamiensis y en francés: Diocèse de Pamiers, Couserans et Mirepoix) es una circunscripción eclesiástica de la Iglesia católica en Francia. Se trata de una diócesis latina, sufragánea de la arquidiócesis de Toulouse. Desde el 28 de octubre de 2023 su obispo es Benoît Gschwind, de los Agustinos de la Asunción. Desde el 11 de marzo de 1910 los obispos de Pamiers llevan además los títulos de obispos de Couserans (en latín: Conseranensis) y de Mirepoix (en latín: Mirapicensis).

## Territorio y organización

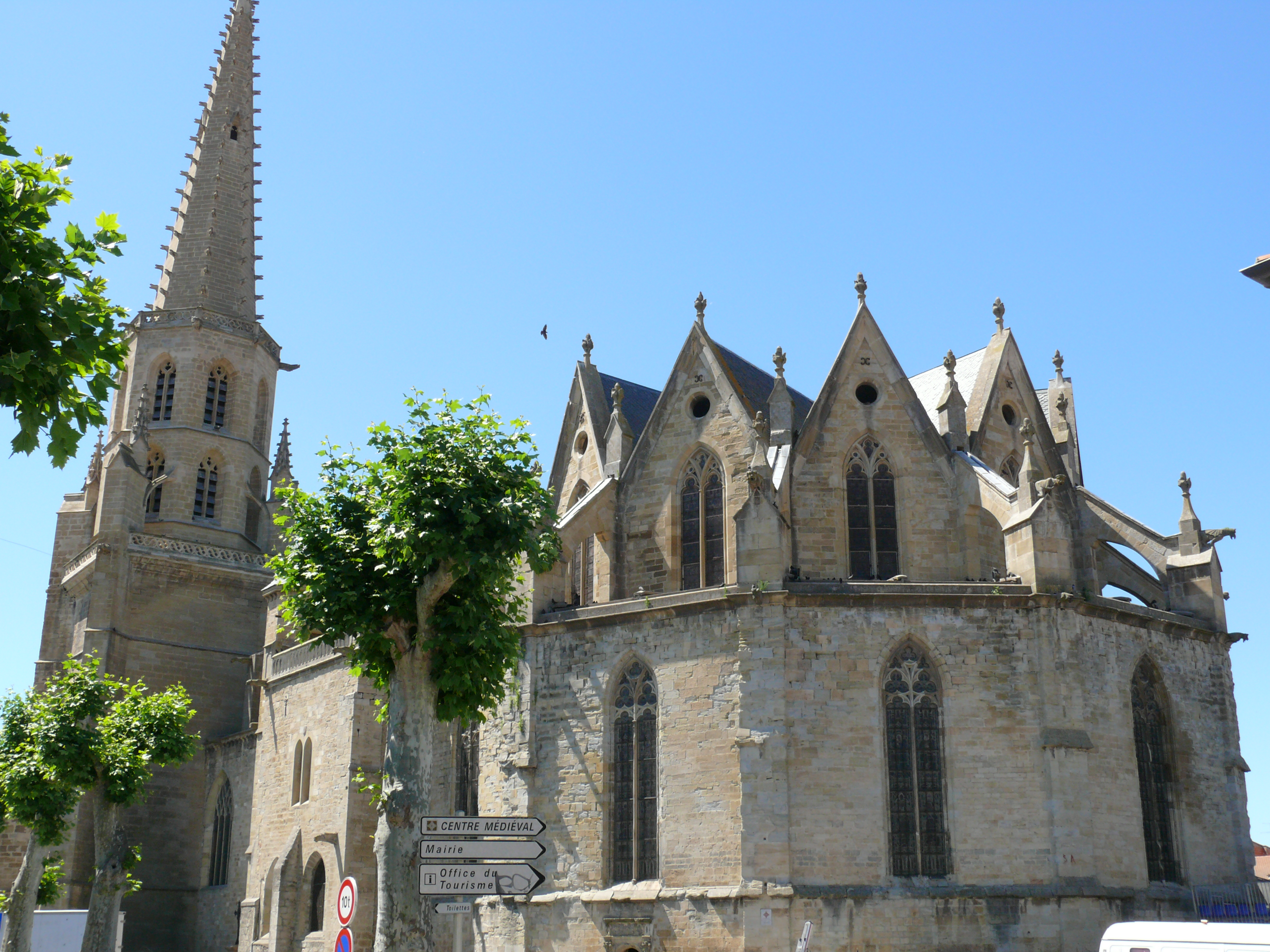
Excatedral de San Mauricio, en Mirepoix

La diócesis tiene 4890 km² y extiende su jurisdicción sobre los fieles católicos de rito latino residentes en el departamento de Ariège en la región de Occitania, a excepción del cantón de Quérigut.

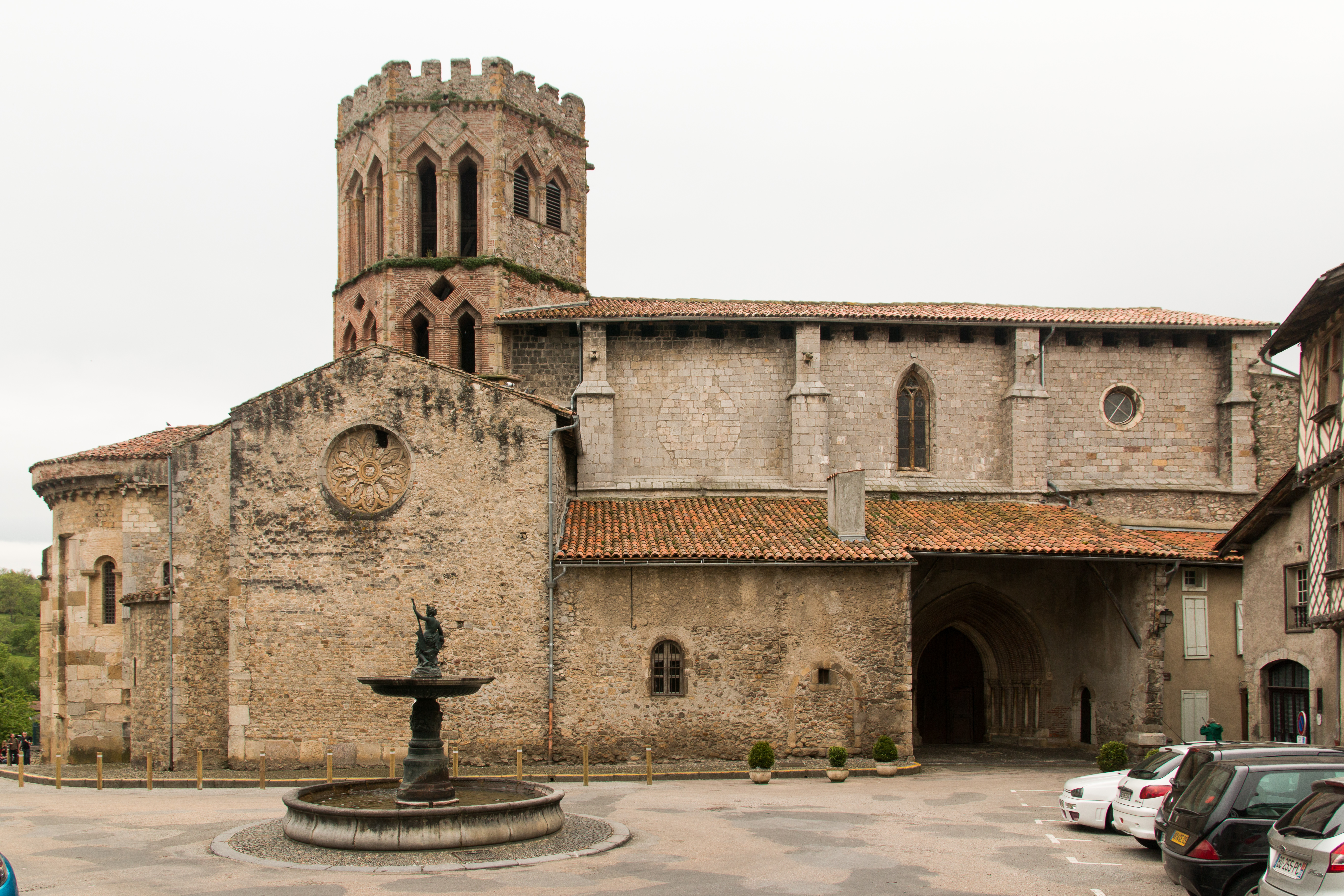
Excatedral de San Licerio, en Saint-Lizier

La sede de la diócesis se encuentra en la ciudad de Pamiers, en donde se halla la Catedral de San Antolín. En el territorio de la diócesis se hallan las excatedrales de: San Mauricio, en Mirepoix (ex diócesis de Mirepoix), de Nuestra Señora de la Sede y de San Licerio, ambas en Saint-Lizier (ex diócesis de Couserans).

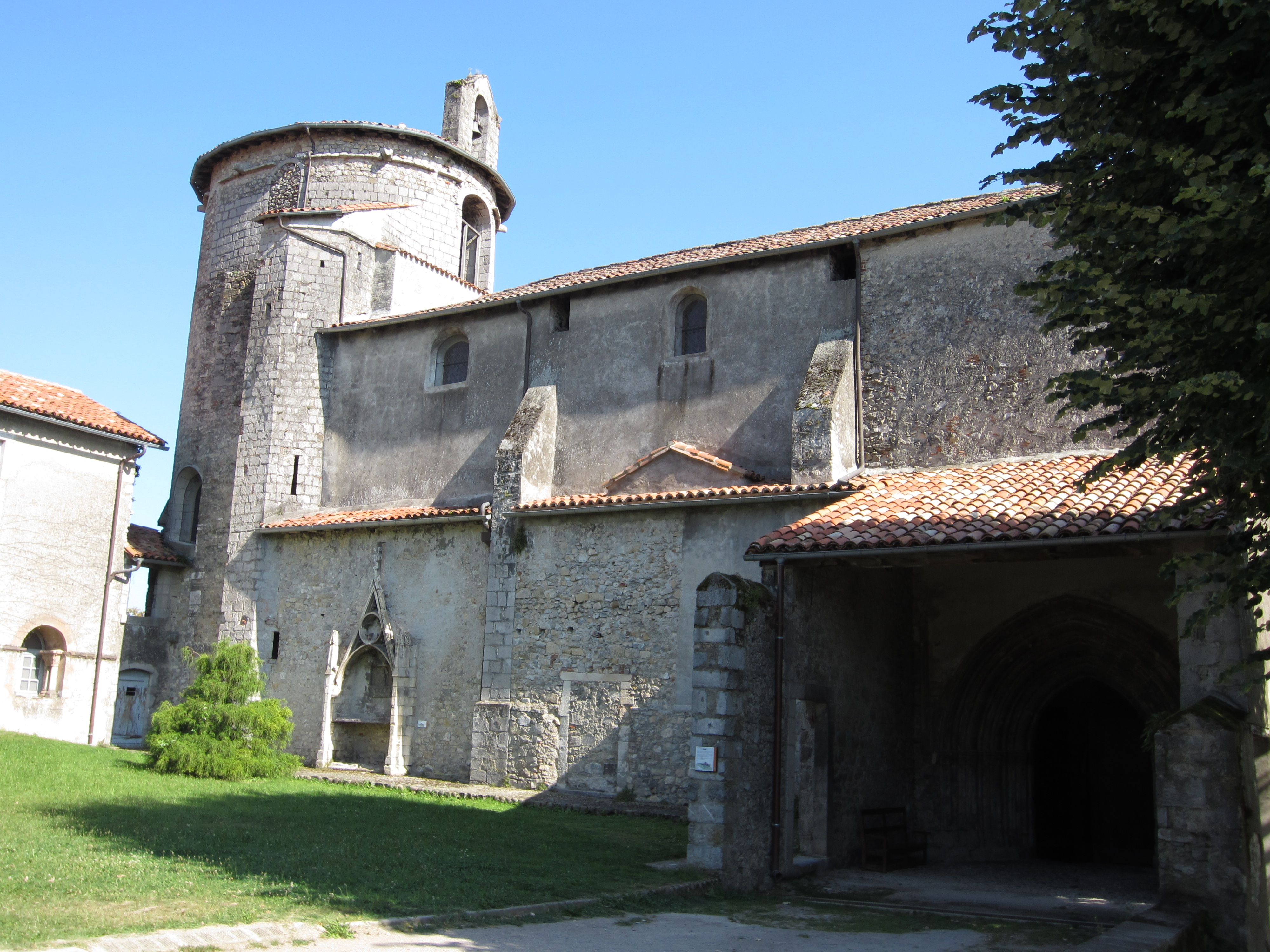
Excatedral de Nuestra Señora de la Sede, en Saint-Lizier

En 2021 en la diócesis existían 304 parroquias agrupadas en 5 decanatos: Foix, Pamiers, Alto Ariège, Pays d'Olmes-Mirepoix y Couserans.

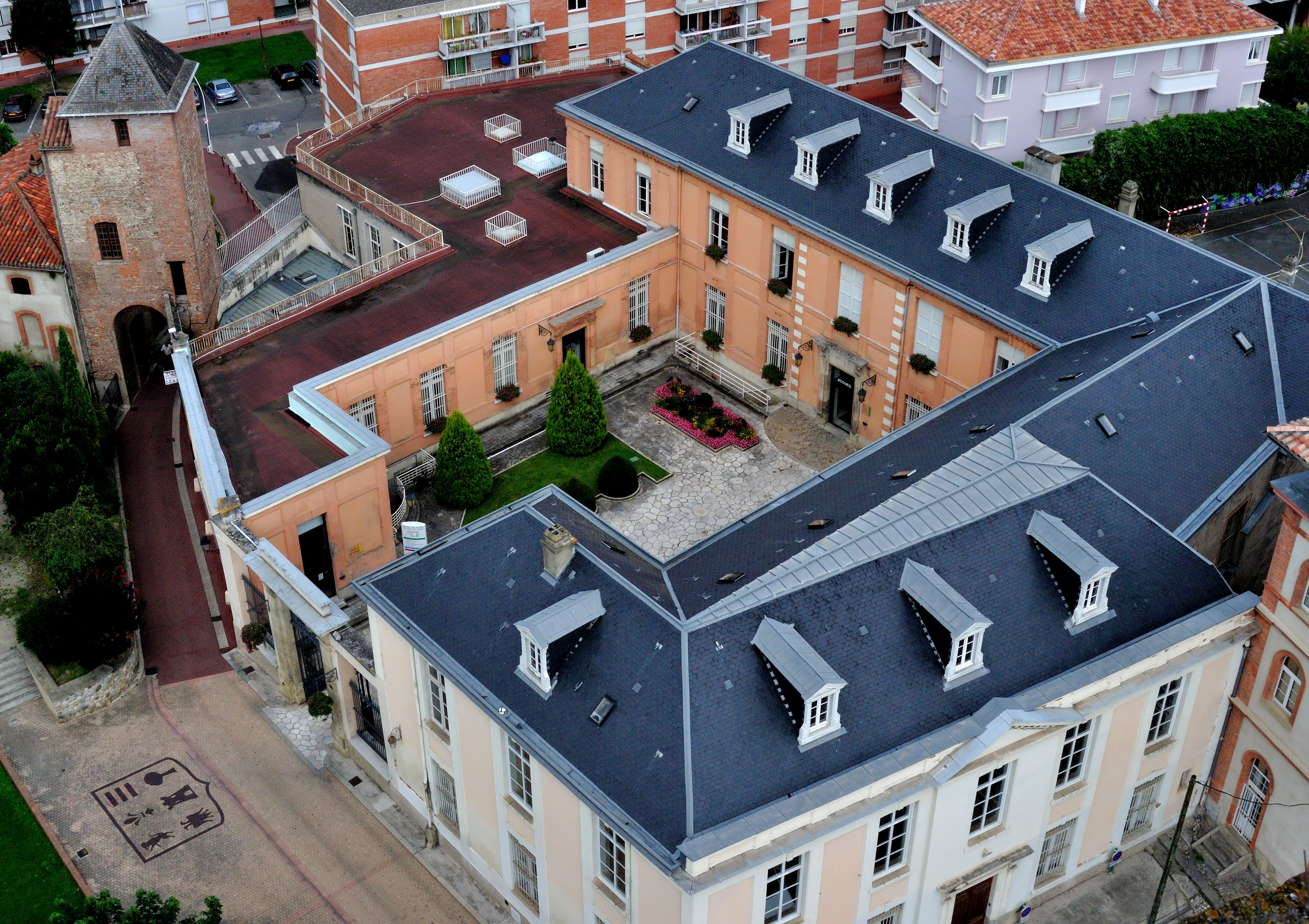
Antiguo palacio episcopal de Pamiers, hoy sede de la comuna

## Historia
La diócesis fue erigida el 23 de julio de 1295 mediante la bula Romanus Pontifex del papa Bonifacio VIII, obteniendo el territorio de la diócesis de Toulouse. Inicialmente fue sufragánea de la arquidiócesis de Narbona.
La sede episcopal original fue la abadía de San Antolín, cerca de Pamiers, cuyo origen se desconoce, pero que ya estaba atestiguado en el siglo X. En él se conservaron las reliquias de san Antolín de Pamiers. El primer obispo de la diócesis fue Bernard Saisset, último abad de San Antolín, que sólo pudo tomar posesión de su sede en 1297.
Originariamente la diócesis era muy grande y esto había suscitado las protestas del arzobispo de Toulouse. El papa Clemente V, mediante la bula Iustitia et pax del 3 de agosto de 1308, redujo en dos tercios el territorio diocesano originario.
El 11 de julio de 1317 cedió partes de su territorio para la erección de la diócesis de Mirepoix mediante la bula Salvator noster del papa Juan XXII y al mismo tiempo se convirtió en sufragánea de la arquidiócesis de Toulouse.
El obispo Jacques Fournier, futuro papa Benedicto XII, estableció el tribunal diocesano de la Inquisición, que estuvo activo de 1318 a 1325, para combatir los últimos restos de la herejía cátara.
Hacia finales del siglo XV la catedral diocesana se trasladó de la abadía de San Antolín a la iglesia de Sainte-Marie du Mercadal, dentro de la ciudad, que estaba dedicada a san Antolín.
En 1557 el obispo Jean de Barbançon dimitió y se convirtió al calvinismo, al que su sucesor Robert de Pellevé intentaría contrarrestar con la ayuda de los jesuitas. Sin embargo, la ciudad permaneció en manos calvinistas hasta 1628 cuando fue conquistada por la fuerza por las tropas reales.
La labor de reconstrucción moral, espiritual y material de la ciudad, tras la destrucción protestante, se debe principalmente al obispo François-Etienne de Caulet, quien emprendió una serie de visitas pastorales y sínodos diocesanos, y estableció conferencias para la educación religiosa del clero y pueblo.
En el mismo período, sin embargo, Pamiers se convirtió en un centro de apoyo a las ideas jansenistas y galicanas, gracias sobre todo a sus obispos, entre ellos el propio Caulet y su sucesor Jean-Baptiste de Verthamon. Es en este contexto que dos obispos, François d'Anglure de Bourlemont y François de Camps, nombrados por el rey, no obtuvieron bulas de nombramiento del papa.
En 1789 el obispo Charles-César-Louis d'Agoult de Bonneval tuvo que huir a Suiza debido a la Revolución francesa. Posteriormente huyó a Inglaterra.
Tras el concordato mediante la bula Qui Christi Domini del papa Pío VII del 29 de noviembre de 1801, la diócesis fue suprimida y su territorio fue incorporado al de la arquidiócesis de Toulouse. En 1817 hubo un primer intento de restaurar la diócesis, que sin embargo fracasó porque el nuevo concordato no fue ratificado por el parlamento. El 6 de octubre de 1822 la diócesis fue restablecida definitivamente con la bula Paternae charitatis del papa Pío VII, derivando el territorio de la arquidiócesis de Toulouse.
A partir del 11 de marzo de 1910 a los obispos de Pamiers se les permitió llevar el título de las diócesis suprimidas de Mirepoix y Couserans.

## Estadísticas
Según el Anuario Pontificio 2022 la diócesis tenía a fines de 2021 un total de 106 735 fieles bautizados.
| Año                                                                             | Población            | Población | Población      | Sacerdotes | Sacerdotes    | Sacerdotes    | Bautizados por sacerdote | Diáconos permanentes | Religiosos | Religiosos | Parroquias |
| Año                                                                             | Bautizados católicos | Total     | % de católicos | Total      | Clero secular | Clero regular | Bautizados por sacerdote | Diáconos permanentes | Varones    | Mujeres    | Parroquias |
| ------------------------------------------------------------------------------- | -------------------- | --------- | -------------- | ---------- | ------------- | ------------- | ------------------------ | -------------------- | ---------- | ---------- | ---------- |
| 1950                                                                            | 141 160              | 145 956   | 96.7           | 202        | 202           |               | 698                      |                      |            | 19         | 343        |
| 1970                                                                            | 130 000              | 138 400   | 93.9           | 145        | 144           | 1             | 896                      |                      | 1          | 118        | 335        |
| 1980                                                                            | 131 400              | 139 500   | 94.2           | 109        | 99            | 10            | 1205                     | 1                    | 10         | 100        | 303        |
| 1990                                                                            | 130 000              | 135 000   | 96.3           | 91         | 83            | 8             | 1428                     | 3                    | 16         | 93         | 304        |
| 1999                                                                            | 100 000              | 138 000   | 72.5           | 68         | 64            | 4             | 1470                     | 6                    | 8          | 97         | 313        |
| 2000                                                                            | 100 000              | 136 500   | 73.3           | 63         | 60            | 3             | 1587                     | 6                    | 4          | 124        | 313        |
| 2001                                                                            | 100 000              | 138 500   | 72.2           | 59         | 57            | 2             | 1694                     | 6                    | 2          | 115        | 313        |
| 2002                                                                            | 99 500               | 137 200   | 72.5           | 59         | 57            | 2             | 1686                     | 7                    | 2          | 111        | 313        |
| 2003                                                                            | 99 500               | 137 200   | 72.5           | 61         | 58            | 3             | 1631                     | 7                    | 3          | 110        | 313        |
| 2004                                                                            | 99 350               | 138 500   | 71.7           | 59         | 56            | 3             | 1683                     | 9                    | 3          | 103        | 313        |
| 2013                                                                            | 107 400              | 154 546   | 69.5           | 46         | 42            | 4             | 2334                     | 13                   | 4          | 76         | 304        |
| 2016                                                                            | 112 200              | 159 700   | 70.3           | 44         | 39            | 5             | 2550                     | 11                   | 5          | 71         | 304        |
| 2019                                                                            | 106 350              | 152 620   | 69.7           | 26         | 26            |               | 4090                     | 12                   |            | 59         | 304        |
| 2021                                                                            | 106 735              | 153       | 69.7           | 21         | 21            |               | 5082                     | 12                   |            | 49         | 304        |
| Fuente: Catholic-Hierarchy, que a su vez toma los datos del Anuario Pontificio. |                      |           |                |            |               |               |                          |                      |            |            |            |

## Episcopologio
- Bernard Saisset, O.S.B. † (23 de julio de 1295-1312 falleció)
- Pilfort de Rabastens, O.S.B. † (17 de enero de 1312-16 de marzo de 1317 nombrado obispo de León)
- Jacques Fournier, O.Cist. † (19 de marzo de 1317-3 de marzo de 1326 nombrado obispo de Mirepoix luego electo papa con el nombre de Benedicto XII)
- Dominique Grenier, O.P. † (3 de marzo de 1326-circa 1347 falleció)
- Arnaud de Villemur, C.R.S.A. † (13 de febrero de 1348-17 de diciembre de 1350 renunció)
- Guillaume † (4 de enero de 1351-? falleció)
- Guillaume d'Espagne, O.S.B. † (4 de febrero de 1366-6 de junio de 1371 nombrado obispo de Comminges)
- Raymond d'Accone, O.E.S.A. † (6 de junio de 1371-después de octubre de 1379 falleció)
- Bertrand d'Ornésan † (13 de marzo de 1380-después de 1422 falleció)
- Jean de Forto † (20 de septiembre de 1424-15 de diciembre de 1430 nombrado obispo de Tarbes)
- Gérard de La Bricoigne, O.Cist. † (20 de diciembre de 1430-16 de abril de 1434 nombrado obispo de Saint-Pons-de-Thomières)
- Jean Mellini † (16 de abril de 1434-después del 29 de abril de 1460 falleció)
- Barthélemy d'Artiguelouve † (11 de abril de 1461-1467 falleció)
- Paschal Dufour † (2 de septiembre de 1467-29 de enero de 1483 falleció)
  - Sede vacante (1483-1487)
- Pierre de Castelbajac † (19 de octubre de 1487-1497 falleció)
- Mathieu d'Artiguelouve † (21 de mayo de 1498-circa 1514 falleció)[nota 1]
  - Amanieu d'Albret † (15 de mayo de 1514-18 de agosto de 1514 renunció) (administrador apostólico)
- Charles de Gramont, O.S.A. † (18 de agosto de 1514-25 de junio de 1515 nombrado obispo de Couserans)
  - Amanieu d'Albret † (25 de junio de 1515-20 de diciembre de 1520 falleció) (administrador apostólico, por segunda vez)
- Jean Dupin † (27 de diciembre de 1520-22 de diciembre de 1522 nombrado obispo de Rieux)
- Bertrand de Lordat † (14 de septiembre de 1524-después de 1538 renunció)
- Jean de Barbançon † (8 de agosto de 1544-? renunció)
- Robert de Pellevé † (15 de diciembre de 1553-1579 falleció)
  - Sede vacante (1579-1583)
- Bertrand du Perron † (4 de mayo de 1583-5 de junio de 1605 falleció)
- Joseph d'Esparbès de Lussan † (19 de diciembre de 1605-5 de diciembre de 1625 falleció)
- Henri de Sponde † (20 de julio de 1626-25 de febrero de 1641 renunció)
- Jean de Sponde † (25 de febrero de 1641 por sucesión-31 de marzo de 1643 falleció)
  - François Bosquet † (1643-1643 renunció) (obispo electo)
- François-Etienne de Caulet † (16 de enero de 1645-7 de agosto de 1680 falleció)
  - François d'Anglure de Bourlemont † (1680-1685) (obispo electo)
  - François de Camps † (1685-1693) (obispo electo)
- Jean-Baptiste de Verthamon † (9 de noviembre de 1693-20 de marzo de 1735 falleció)
- François-Barthélemi de Salignac de La Mothe-Fénelon † (19 de diciembre de 1735-16 de junio de 1741 falleció)
- Henri-Gaston de Lévis-Leran † (20 de diciembre de 1741-antes del 28 de enero de 1787 falleció)
- Charles-César-Louis d'Agoult de Bonneval † (23 de abril de 1787-29 de noviembre de 1801 renunció)
  - Sede suprimida (1801-1822)
- Louis-Charles-François de La Tour-Landorte † (16 de mayo de 1823-11 de enero de 1835 falleció)
- Gervais-Marie-Joseph Ortric † (24 de julio de 1835-12 de noviembre de 1845 falleció)
- Guy-Louis-Jean-Marie Alouvry † (16 de abril de 1846-8 de marzo de 1856 renunció)
- Jean-François-Augustin Galtier † (16 de junio de 1856-29 de junio de 1858 falleció)
- Jean-Antoine-Auguste Bélaval † (27 de septiembre de 1858-4 de febrero de 1881 falleció)
- Pierre-Eugène Rougerie † (13 de mayo de 1881-20 de febrero de 1907 falleció)
- Martin-Jérôme Izart † (31 de mayo de 1907-9 de mayo de 1916 nombrado arzobispo de Bourges)
- Pierre Marceillac † (19 de agosto de 1916-10 de junio de 1947 falleció)
- Félix Guiller † (29 de septiembre de 1947-10 de abril de 1961 renunció[nota 2])
- Maurice-Mathieu-Louis Rigaud † (18 de septiembre de 1961-16 de abril de 1968 nombrado arzobispo de Auch)
- Henri Lugagne-Delpon † (31 de mayo de 1968-15 de diciembre de 1970 falleció)
- Léon-Raymond Soulier † (22 de junio de 1971-9 de julio de 1987 nombrado obispo coadjutor de Limoges)
- Albert-Marie Joseph Cyrille de Monléon, O.P. † (5 de agosto de 1988-17 de agosto de 1999 nombrado obispo de Meaux)
- Marcel Germain Perrier † (16 de mayo de 2000-24 de junio de 2008 retirado)
- Philippe Mousset (8 de enero de 2009-18 de junio de 2014 nombrado obispo de Périgueux)
- Jean-Marc Eychenne (17 de diciembre de 2014-14 de septiembre de 2022 nombrado obispo de Grenoble-Vienne)
- Benoît Gschwind, A.A., desde el 28 de octubre de 2023